# Karel Müller (grafik)
Karel Müller (12. prosince 1899 Praha, Rakousko-Uhersko – 17. května 1977 Praha) byl český malíř, grafik, ilustrátor a pedagog. 

## Život
Karel Müller se narodil v Praze na Újezdě do rodiny učitele. V mládí rád četl a kreslil si ilustrace do knih. Při studiu pražské reálky zaujal svými  kresbami profesora Josefa Mandla. Po absolvování Soukromé malířské školy Ferdinanda Engelmüllera v Praze, studoval v letech 1918 – 1921 na Akademie výtvarných umění v Praze (AVU) u Vlaho Bukovaca, Josefa Loukoty a Jakuba Obrovského. V letech 1921 – 1924 pokračoval ve studiu na AVU v grafickém ateliéru u Maxe Švabinského. Zde se spřátelil s Cyrilem Boudou. Oba umělci se stýkali celý život. V roce 1925 získal stipendium od nadace Josefa Hlávky a žil rok v Paříži. Absolvoval státní zkoušky z pedagogiky a začal pracovat jako středoškolský profesor kreslení. V letech 1924 – 1943 učil na středních školách po celé republice. Začínal v Ústí nad Labem, následovala slovenská města Lučenec a Levice. Pokračoval v Jindřichově Hradci, Vyškově, Kroměříži, Michalovcích a Sušici. Od roku1943 začal vyučovat kreslení na Státní grafické škole v Praze. Zde působil jako pedagog až do roku 1959, kdy odešel do důchodu. Teprve v Praze se začal soustavně věnovat tvůrčí činnosti. Bydlel s manželkou na Malé Straně ve Vlašské ulici.
Ve Vraném nad Vltavou vlastnil domek s ateliérem. S manželkou zde pobývali vždy celé léto. Často k nim jezdil přítel Cyril Bouda. Karel Müller byl jmenován čestným občanem města.
Byl členem spolku Umělecká beseda a od roku 1932 až do konce života Sdružení českých umělců grafiků Hollar.
Za celoživotní práci věnovanou zobrazování Prahy obdržel v roce 1971 cenu hlavního města Prahy. V roce 1975 byl oceněn nakladatelstvím Albatros a od ministerstva kultury získal čestné uznání za ilustrování knihy Malý Wolfgang Amadeus rakouské spisovatelky Rotraut Hinderks-Kutscherová.
Zemřel 17. května 1977 v Praze.

## Dílo
Výtvarný projev Karla Müllera byl realistický. V počátcích své tvorby kreslil v duchu civilismu dvacátých let dvacátého století motivy z pražské periferie. Měl rád poetiku „nerudovské Prahy“ a proto základní téma jeho výtvarné tvorby tvořil život staré Prahy. Kreslil malostranské uličky i plynové lampy, vltavské nábřeží i Kampu, ale také postavy ze svého mládí (lepiče plakátů, metaře apod.).
Pracoval i s mimopražskými motivy. Z katalogu výstavy, která probíhala na pražské Staroměstské radnici k umělcovým nedožitým osmdesátinám, lze jmenovat například obrazy U přívozu na Jarově (olej, lepenka), Stráň u Skochovic (akvarel, perokresba), Z Vraného nad Vltavou (akvarel, perokresba) nebo Domek v Březové (olej, dřevo). Další obrazy, které zachycující krajinu kolem Vraného nad Vltavou vlastní Galerie hlavního města Prahy, například Zvolské silnice (olej, dřevo), Chuchelský kostel (olej, lepenka) nebo Pohled na vesnici s kostelíkem (olej, plátno).
Jádro jeho tvorby představovaly především knižní ilustrace. Ilustroval více než dvě stě knih. Značnou část tvořili knihy pro děti. Ilustroval například Povídky malostranské, Babičku a V zámku a podzámčí Boženy Němcové, F. L. Věka a Filosofskou historii, Prince a chuďase. Pro svého přítele historika Vladimíra Kováříka ilustroval publikace Mládí Jana Nerudy a Když velcí byli malí.
Při své tvorbě používal techniku dřevorytu, linorytu, leptu nebo litografie, vytvářel černobílé i barevné perokresby. Jeho ilustrace pro časopisy se vyznačovaly jednoduchou kreslířskou linkou a smyslem pro detail. V roce 1962 navrhoval také kostýmy k filmu Horoucí srdce o spisovatelce Boženě Němcové.

### Výstavy
Účastnil se výstav doma i v zahraničí. Od roku 1927 začal vystavovat své práce. Během života se zúčastnil kolem sto čtyřiceti kolektivních výstav, většinou v rámci Sdružení českých umělců grafiků Hollar. Účastnil se členských výstav, vystavoval malby, kresby, grafiky, knižní ilustrace. Umělcova tvorba byla vystavována nejen v poslední čtvrtině dvacátého století, ale je vystavována také v jednadvacátém století.

#### Autorské výstavy
- 1944 – Obrazy, kresby a grafika, Pošova galerie, Praha

- 1951 – Knižní ilustrace, Alšova síň Umělecké besedy, Praha
- 1959 – Malostranské motivy v obrazech, Výstavní síň Lidové demokracie, Praha
- 1965 – Volná grafika, Okresní lidová knihovna, Třebíč
- 1971 – Staropražské ilustrace – grafika, Národní muzeum, Praha
- 1972 – Grafika, ilustrace, Arcibiskupský zámek Kroměříž
- 1974 – Grafické dílo, Východočeská galerie v Pardubicích
- 1974 – Grafika, ilustrace, Okresní vlastivědné muzeum, Prostějov
- 1975 – Výběr z grafického díla, Galerie bratří Čapků, Praha
- 1976 – Ilustrace, Ex libris, Grafika, Malá galerie Československého spisovatele, Praha
- 1979 – Výběr z díla, Staroměstská radnice, Praha
- 1981 – Výběr z díla, Bulharsko
- 1982 – Obrazy a grafiky, Výstavní síň Pasáž, Přerov
- 1999 – Výběr z grafické tvorby, Galerie Hollar, Praha

### Ilustrátorská tvorba
- 1947 – Naše maminka, Družstevní práce, Praha 1
- 1947 – Zaváté šlépěje, Ladislav Kuncíř, Praha
- 1947 – Alexandrit (Skutečná událost v mystickém zabarvení), Evropský literární klub, Praha
- 1949 – Mistr Dratvička (Veselé pohádky o ševcích), Svit, n. p., Gottwaldov
- 1950 – Leningrad, Družstevní práce, Praha 1
- 1950 – Leningrad, Svět sovětů, Praha
- 1950 – Chyže pod horami (Obrázek se Slovenska), Družstevní práce, Praha 1
- 1950 – Divá Bára, Státní nakladatelství dětské knihy, Praha
- 1950 – Jen dál! (Výbor povídek, feuilletonů a básní), Státní nakladatelství dětské knihy, Praha
- 1952 – Leningrad, Svět sovětů, Praha
- 1953 – Slepá ulička, Československý spisovatel, Praha
- 1955 – Pád Paříže, Svět sovětů, Praha
- 1955 – Antonín Vondrejc (Příběhové básníka), Československý spisovatel, Praha
- 1956 – Veronika, Československý spisovatel, Praha
- 1956 – Mozartova cesta do Prahy, Československý spisovatel, Praha
- 1956 – Povídky, Státní nakladatelství dětské knihy, Praha
- 1957 – Mozart and Prague, Artia – podnik pro zahraniční obchod, Praha
- 1959 – Průvodce po Státním nakladatelství dětské knihy, Státní nakladatelství dětské knihy, Praha
- 1959 – Podivuhodný příběh Petra Schlemihla, Československý spisovatel, Praha
- 1963 – Povídky malostranské, Státní nakladatelství krásné literatury a umění, Praha
- 1964 – Pán z Ballantrae, Nakladatelství Lidová demokracie, Praha
- 1965 – Sestry, Státní nakladatelství dětské knihy, Praha
- 1967 – Praha legend a skutečnosti, Orbis, Praha
- 1968 – Márinčino dětství, Růže, České Budějovice
- 1972 – První hřích, Albatros, Praha
- 1975 – Miláček národa (Vyprávění o životě a díle Josefa Kajetána Tyla), Albatros, Praha
- 1975 – Malý Wolfgang Amadeus, Albatros, Praha
- 1977 – Filozofská historie, Albatros, Praha
- 1982 – Miláček národa (Vyprávění o životě a díle Josefa Kajetána Tyla), Albatros, Praha
- 1983 – Otec české Thálie (Čtení o Václavu Klimentu Klicperovi a o počátcích českého divadla), Albatros, Praha

## Zastoupení ve veřejných sbírkách
Je zastoupen ve sbírkách Galerie hlavního města Prahy, Národní galerie v Praze, Galerie výtvarného umění v Chebu, Národního památníku na Vítkově a Gočárovy galerie.